# Bodiluddelingen 1978
Bodiluddelingen 1978 blev afholdt i 1978 i Imperial i København og markerede den 31. gang at Bodilprisen blev uddelt.

## Vindere
| Bedste mandlige hovedrolle                               | Bedste kvindelige hovedrolle  |
| -------------------------------------------------------- | ----------------------------- |
| - Frits Helmuth for Lille spejl                          | - ikke uddelt                 |
| Bedste mandlige birolle                                  | Bedste kvindelige birolle     |
| - Poul Bundgaard for Hærværk                             | - ikke uddelt                 |
| Bedste danske film                                       | Bedste ikke-europæiske film   |
| - Mig og Charly af Morten Arnfred og Henning Kristiansen | - Mig og Annie af Woody Allen |
| Bedste europæiske film                                   | Bedste dokumentarfilm         |
| - Providence af Alain Resnais                            | - Jenny af Jon Bang Carlsen   |

## Øvrige priser

### Æres-Bodil
- Alexander Gruszynski (fotograf) for fotograferingen af Jenny